# Homogénéité (cosmologie)
Pour les articles homonymes, voir homogénéité.
En cosmologie, l'univers est qualifié d'homogène lorsque des zones de ce dernier présentent des caractéristiques très semblables (comme la température ou la densité de matière, par exemple).
Cette notion d'homogénéité apparaît, entre autres, dans le problème de l'horizon.
Plus spécifiquement, homogène signifie « invariant par translation ». Le principe cosmologique suppose, outre l'homogénéité de l'Univers, son isotropie.